# سلسلة براكيت

سلسلة براكيت

سلسلة براكيت عبارة عن مجموعة من الخطوط الطيفية في الطيف الكهرومغناطيسي للهيدروجين وذلك ضمن مجال طيف إشعاع تحت الأحمر.
سمّيت هذه السلسلة بسلسلة براكيت نسبةً إلى مكتشفها فريدريك سومنر براكيت Frederick Sumner Brackett وذلك عام 1922.
| n               | 5      | 6      | 7      | 8      | 9      | {\displaystyle \infty } |
| طول الموجة (nm) | 4052,5 | 2625,9 | 2166,1 | 1945,1 | 1818,1 | 1458,0                  |

## الوصف الرياضي
يعطى رقم الموجة للخطوط الطيفية وفق الصيغة:
{\displaystyle {\tilde {\nu }}=R_{\infty }\left({1 \over 4^{2}}-{1 \over n^{2}}\right)}
حيث
{\displaystyle R_{\infty }=1{,}0973731534\cdot 10^{7}\,{\mathrm {m^{-1}} }}
هو ثابت ريدبرغ وn تمثل عدداً يفوق 4.
وبالتالي يمكن معرفة طاقتها من خلال المعادلة:
{\displaystyle E={\tilde {\nu }}\cdot c\cdot h}
حيث c عبارة عن سرعة الضوء في الفراغ وh هو ثابت بلانك.

## اقرأ أيضاً
- سلسلة بالمر
- سلسلة لايمان
- سلسلة باشن
- سلسلة بفوند
- قانون موزلي
- خطوط طيف الهيدروجين